# Tommy February6 (álbum)
Tommy February6 é o álbum de estreia de Tommy February6, nome artístico da cantora Tomoko Kawase. Foi lançado em 6 de fevereiro de 2002 pela Defstar Records.

## Desempenho comercial
O álbum ficou em primeiro lugar na Oricon Albums Chart semanal, em segundo lugar na parada mensal, e em décimo sétimo na parada anual.
Vendeu 713,719 cópias, sendo certificado disco de platina pela RIAJ.

## Faixas
| N.º            | Título                                                       | Duração |  |
| 1.             | "T.O.M.M.Y"                                                  | 0:47    |  |
| 2.             | "Everyday at the Bus Stop"                                   | 3:46    |  |
| 3.             | "Tommy Feb Latte, Macaron." (トミーフェブラッテ、マカロン。) | 4:49    |  |
| 4.             | "Bloomin'!"                                                  | 3:38    |  |
| 5.             | "Hey Bad Boy"                                                | 4:00    |  |
| 6.             | "♥Kiss♥ One More Time"                                       | 4:09    |  |
| 7.             | "Where Are You? "My Hero""                                   | 3:19    |  |
| 8.             | "Walk Away From You My Babe"                                 | 3:14    |  |
| 9.             | "Koi wa Nemuranai" (恋は眠らない)                            | 3:49    |  |
| 10.            | "Can't take my eyes of of you"                               | 3:49    |  |
| 11.            | "I'll Be Your Angel"                                         | 4:45    |  |
| 12.            | "★Candy Pop in Love★"                                        | 4:19    |  |
| Duração total: | Duração total:                                               | 44:30   |  |